# Mittelwellensender Ebersbach
Der Mittelwellensender Ebersbach war eine Mittelwellensendeanlage auf dem Ebersbacher Hainberg. Die Anlage, welche auf der Gemeinschaftswelle 1584 kHz das Programm von Radio DDR1 verbreitete, wurde 1978 erbaut und ging am 7. November 1978 in Betrieb. Der Sender mit einer Ausgangsleistung von 1 kW verwendete als Sendegerät einen Tesla-SRV-1T-Sender und als Sendeantenne einen 36 Meter hohen, abgespannten Stahlfachwerkmast mit Reusenantenne. Die Programmzuspielung erfolgte per Ballempfang.
Nach der Inbetriebnahme der Anlage gab es Probleme mit Einstreuung des Radioprogramms in das Telefonnetz, insbesondere das nahegelegene Ebersbacher Krankenhaus konnte nicht ohne das Radioprogramm von DDR1 im Hintergrund telefonieren. Als Abhilfe wurden Drosseln in den Telefonleitungen installiert.
Ende 1991 wurde die Anlage stillgelegt und 1992 abgebaut. Heute befindet sich dort ein Schleuderbetonmast, der das Programm von RSA auf der Frequenz 106,1 MHz mit 500 W verbreitet.